# Saiyok Pumpanmuang
Saiyok Pumpanmuang (en thaï : ไทรโยค พุ่มพันธ์ม่วงร), né le 22 octobre 1983, est un combattant de muay-thaï.

## Biographie
Saiyok débute la boxe à l'âge de 11 ans au camp Sor Riendek. Sous le nom de Saiyoknoi Sakchainarong, il gagne le titre de champion au Rajadamnoen. Considéré comme l'un des combattants les plus prometteurs de sa génération, il tombe néanmoins en disgrâce après sa défaite face à Singmanee Sor Srisompong dans un combat controversé.
Après cette défaite, les promoteurs l'invitent à quitter le monde de la boxe et Saiyok devient marchand de fruits dans sa ville natale du nord de la Thaïlande. Un promoteur du Lumpinee, le lieutenant-général Sukkhatat Pumphanmuang décide de lui donner une seconde chance. Saiyok prend alors le nom de son promoteur et s'empare en 2008 de la ceinture des poids welters face à Singsiri Por Sirichai.